# Георгина Тесла
Георгина Ђука Тесла (девојачко Мандић; Томингај, 1822 — Госпић, 4. април 1892) је била мајка Николе Тесле.

## Биографија
Рођена је у породици српског православног свештеника Николе Мандића (1800—1863) и Софије Мандић (рођене Будисављевић) из места Грачац у Лици. Унука је проте Томе Будисављевића. Софија и Никола су имали осморо деце, а Георгина им је била четврта, најстарија кћер. Међу тих осморо деце био је и Петар, касније митрополит дабробосански Николај Мандић (1840 — 1907), као и Тома Мандић (1827 — 1906) свештеник горњограчачки и зрмањски.
Морала је преузети бригу о старању шесторо браће и сестара, јер јој је мати умрла врло рано. То је спречило ову изванредну жену да учи школу и да свој дар развије у већој мери. О њој је Тесла говорио увек са нарочитим усхићењем и сматрао је да је свој проналазачки дар наследио од ње. Била је у стању да проналази разне справе у домаћинству, а била је чувена у целој околини због својих ручних радова. Иако није знала да чита занимала се за поезију и знала је напамет многе српске народне песме и многе одломке из Његошевог Горског вијенца. За време предавања у Паризу Тесла је добио вест да му је мајка тешко болесна. Због тога је прекинуо заказана предавања и одмах кренуо у Госпић. Она је умрла 4. априла 1892. у својој 71. години.
По њеном деди православном свештенику Томи Мандићу је село Томингај добило име. Мандићи су били познати као веште занатлије (ковачи и столари) са одличним радионицама. По мајчиној линији је Георгина била потомак Будисављевића, породице која је у 18. и 19. веку имала два члана који су од аустријских царева добили племство на основу војних заслуга. Из тог разлога су Будисављевићи у Лици уживали велики углед.
Удата је за Милутина Теслу и са њим изродила синове Данета и Николу (1856 — 1943), као и ћерке Ангелину (1850 — 1931), удату за Јову Трбојевића (свештеник у Петрову селу па у Медаку), Милку (1852), удату Глумичић, и Марицу (1859), удату за Николу Косановића (свештеник у Плашком па у Ријеци). Син Марице и Николе Косановић је Сава Косановић, а синови Ангелине су архимандрит шишатовачки Др Петроније Трбојевић и Никола Трбојевић који је у Америци такође имао научну каријеру (био је у контакту са Николом Теслом). Ангелина и њен муж Јово су сахрањени у засеоку Безбрадице, код Кистања. Ангелина се као и остале две Теслине сестре удала за свештеника и имала је 5 деце. Ћерка Марија, једина од њихово 5 деце није имала докторат. Маријина ћерка је била Дана (одрасла је у Метку, у кући баке Ангелине) која је прабака (по оцу) хрватске режисерке Дане Будисављевић, познате по филму Дневник Диане Будисављевић (победник Пулског филмског фестивала 2019. године).

## Занимљивости
Из исте шире породице Будисављевић, из које је потицала њена мајка Софија је и Јованка Будисављевић (удато Броз), последња жена Јосипа Броза Тита. Њихов заједнички предак је Тошо, прадјед проте Томе Будисављевић који је 1811. добио француски орден части од Наполеона. У књизи "Преписка Ђенерала Будислава Будисављевића" из 1911. је сачувано једно писмо проте Милутина Тесле, сину генерала Буде, Александру. У писму, поред осталог стоји и ово: "Супруга моја, унука Кавалира Проте Будисављевића, твоја сродница, добро се држи и мило те поздравља...Дјеце имам, једног сина (Николу) који је свршијо вишу реалку, и три кћери од којих једна се скоро удала у добру кућу, незнам још, оћели јој муж бити беамтер или попо! Сад мој драги пјесниче, ја Ти срдачно захваљујем на стиховима и братској честитки! Остајем љубећи Те у духу и поздрављајући. Твој ревни поштоватељ и брат Милутин Тесла, Протопр. намјестник."
Унуци њене братанице Олге, ћерке брата Тривуна, су кошаркаши Душан Ивковић и Слободан Ивковић.
У селу Смиљан 25. август 2024. је играна монодрама Искра, прича о животу и делу Николе Тесле из специфичне визуре његове мајке.